# Apocalypse, la Deuxième Guerre mondiale
Pour les articles homonymes, voir Apocalypse (homonymie).
Ne doit pas être confondu avec Apocalypse, la Première Guerre mondiale.
Apocalypse, Hitler
Apocalypse, la Deuxième Guerre mondiale (graphie Apocalypse, la 2ème Guerre mondiale) est une série de six films documentaires retraçant l'histoire de la Seconde Guerre mondiale, de ses origines à la fin de la guerre. Elle regroupe des documents d'époque connus ou inédits et relate les grands événements de la guerre, basés sur des images d'archives restaurées et colorisées. Cette série de films est dédiée à toutes les victimes de tous les totalitarismes. Elle fait partie de la série Apocalypse.
Ces films documentaires ont été réalisés par Isabelle Clarke et Daniel Costelle. Après avoir été diffusée en août – septembre 2009 sur plusieurs chaînes de télévision francophones, la série est sortie en DVD et Blu-ray le 23 septembre 2009. Cette série possède plusieurs suites : Apocalypse, Hitler ; Apocalypse, la Première Guerre mondiale ; Apocalypse, Staline et Apocalypse, Verdun qui fut diffusé le 21 février 2016 à l'occasion du centenaire du début de la bataille de Verdun.

## Épisodes
Six épisodes de 52 minutes constituent cette série documentaire :
1. L'Agression (1933–1939) : la montée du nazisme et la campagne de Pologne ;
2. L'Écrasement (1939–1940) : la drôle de guerre, la chute de Dunkerque, la campagne de France et la bataille d'Angleterre ;
3. Le Choc (1940–1941) : l'invasion de la Yougoslavie, la bataille de Grèce et la bataille de Crète, l'opération Barbarossa, la guerre du Désert ;
4. L'Embrasement (1941–1942) : en Union soviétique : l'opération Fall Blau ; dans le Pacifique : Pearl Harbor, Midway et Guadalcanal ;
5. L'Étau (1942–1943) : les premiers revers de l'Axe : la bataille de Stalingrad, El-Alamein, la Tunisie, la campagne d'Italie et enfin Koursk ;
6. L'Enfer (1944–1945) : la Libération de la France, les raids aériens puis l'invasion de l'Allemagne, les bombardements nucléaires du Japon et sa capitulation.

## Protagonistes
Apocalypse comprend une série de portraits des principaux protagonistes de la Seconde Guerre mondiale.
Quelques personnages servent de fil conducteur tout au long de la série :
- Rose Gowlland, une enfant britannique, âgée d'un an au début de la guerre, filmée durant toute la durée du conflit et que l'on voit dans le dernier plan écrivant « THE END » sur une bombe ;
- August von Kageneck, un jeune lieutenant allemand, commandant de char, personnifiant le soldat typique de la Wehrmacht, écrivant à sa mère ou dans son journal ;
- Gaston Sirec : Lieutenant français fait prisonnier dans les stalags.

### Allemands
- Adolf Hitler
- Hermann Göring
- Heinrich Himmler
- Joseph Goebbels
- Martin Bormann
- Albert Speer
- Joachim von Ribbentrop
- Rudolf Hess
- Konstantin von Neurath
- Reinhard Heydrich
- Wilhelm Keitel
- Karl Dönitz
- Walther von Brauchitsch
- Heinz Guderian
- Erwin Rommel
- Fedor von Bock
- Erich von Manstein
- Friedrich Paulus
- Eva Braun
- Magda Goebbels

### Français
- Charles de Gaulle
- Émile Muselier
- Philippe Leclerc de Hauteclocque
- Jean de Lattre de Tassigny
- Philippe Pétain
- Paul Reynaud
- Maurice Gamelin
- Maxime Weygand
- Henri Giraud
- Albert Lebrun
- Charles Huntziger

### Britanniques
- Neville Chamberlain
- Winston Churchill
- Bernard Montgomery
- Arthur Harris

### Américains
- Franklin Delano Roosevelt
- Dwight D. Eisenhower
- Douglas MacArthur
- Chester Nimitz
- George Patton
- Charles Lindbergh
- Henry Ford
- Joseph Patrick Kennedy
- John Fitzgerald Kennedy

### Soviétiques
- Joseph Staline
- Viatcheslav Molotov
- Gueorgui Joukov
- Semion Timochenko
- Lavrenti Beria
- Nikita Khrouchtchev
- Andreï Vlassov

### Italiens
- Benito Mussolini
- Galeazzo Ciano

### Japonais
- Hirohito
- Hideki Tōjō
- Tomoyuki Yamashita
- Isoroku Yamamoto
- Mitsuo Fuchida

### Chinois
- Tchang Kaï-chek

## Montage
Près de 700 heures d'image ont été compilées dans le monde entier. La recherche des documents, dirigée par la documentaliste Morgane Barrier et son équipe de dix personnes, a duré deux ans (entre avril 2007 et avril 2009). « Ces documents sont issus de quarante-six sources différentes, en France et à l'étranger, notamment des cinémathèques et des fonds privés. »
Daniel Costelle parle d'un « travail de deuil » dans le choix des images, pour arriver à six fois 52 minutes ; 50 % d'images sont inédites, 30 % des documents récoltés étaient déjà en couleurs, le reste a été « restitué en couleurs » (par François Montpellier), selon l'expression des réalisateurs, grâce au travail technique à partir de la luminance des images et en se servant « sur une base de 25 000 photos ou films d'époque qui ont fourni la couleur des armes, des engins, des uniformes... » Certains documents étaient secrets et ont été obtenus par des réseaux d'archivistes.
Un parti-pris de la production fut de ne pas coloriser les images des massacres de civils ou de l'holocauste,.

## Bande sonore
La musique originale de la série est de Kenji Kawai. Le narrateur de la version française est Mathieu Kassovitz. La bande sonore est de Gilbert Courtois.

## Audience
Les premiers épisodes ont été vus par 6,5 millions de téléspectateurs ; la diffusion des deux derniers épisodes a été suivie par près de 8 millions de téléspectateurs.
Le film est diffusé en trois parties sur la RTBF les jeudis 20 et 27 août et 3 septembre 2009, puis le 23, 30 août et 6 septembre 2009 sur la TSR2, et enfin les 8, 15 et 22 septembre 2009 sur France 2.
Il a également été diffusé en 2010 sur la chaîne DR2 au Danemark.
Dans le monde arabe, ce film a été traduit par la chaîne National Geographic Channel, membre du groupe National Geographic Society, la National Geographic Abu Dhabi. Il est diffusé en six parties comme dans la version originale.
Diffusés dans plus de 165 pays depuis leur sortie jusqu'en mars 2014, ces documentaires auraient été vus par près d'un milliard de personnes, selon Daniel Costelle.

## Réception critique
Dominique Wolton parle d'une « force pédagogique » qui « permet de retrouver la violence de l'histoire », la « banalité de l'horreur » et déclare que la télévision reste le média essentiel pour réaliser « le lien social », notamment dans les moments graves. 
L'une des principales critiques suscitées par ce documentaire est la colorisation d'images d'archives à l'origine en noir et blanc. Les créateurs Daniel Costelle et Isabelle Clarke considèrent que ce procédé vise à se rapprocher du réel, les évènements ayant été vécus en couleur. Le noir et blanc étant une sorte d'amputation. Le journaliste François Ekchajzer dans Télérama parle de confusion entre le réel et l'archive et que « [...] chercher à rendre proche ce qui est lointain en le conformant aux standards du flux télévisuel, c'est aussi sacrifier au « présentisme » dénoncé par l'historien François Hartog dans Régimes d'historicité. Présentisme et expérience du temps (Le Seuil, 2003) – cette propension très actuelle à rapprocher l'hier de l'aujourd'hui. » Dans cet article, l'auteur critique également l'utilisation de documents d'époque filmés originellement en couleurs : « L'un des moyens est la représentation colorée de périodes historiques liées au noir et blanc dans la mémoire du spectateur. C'est ainsi que fleurissent, depuis bientôt dix ans, des documentaires à base d'images tournées sur pellicule couleur : La Guerre en couleurs, L'Empire britannique en couleurs, Ils ont filmé la guerre en couleur, Ils ont filmé la Libération en couleurs... En assujettissant l'élaboration de leur récit à cette condition formelle, les auteurs de ces fresques s'exposent à des lacunes historiques inhérentes à l'absence de certaines images. »
Selon Fabrice d'Almeida, professeur à l'université Panthéon-Assas, « la force d'Apocalypse, c'est de nous plonger au cœur de la furie. L'excellence de cette série et la fascination qu'elle exerce tiennent dans la façon harmonieuse dont sont mises en scène des idées et des images classiques sur la guerre avec d'autres, méconnues et surprenantes. Le thème de la violence et des débordements des troupes combattantes, en particulier dans le dernier épisode, est remarquablement traité. Les images vous prennent aux tripes quand on voit que la brutalité des combats a pour corollaire le massacre des populations civiles. La guerre du Pacifique est rendue à son terrible aspect. » L'historien insiste sur « l'évolution de notre conception de la guerre « sous l'effet conjugué des travaux récents d'historiens et grâce à la réalisation de grands films de fiction et de romans qui aident à pénétrer dans l'intimité des pensées des femmes et des hommes que nous prenions pour des fantômes de gélatine. »
Pour l'universitaire Vincent Artuso, le documentaire véhicule un discours réactionnaire, parsemé de dangereuses approximations. Il ajoute : « “Douce France” des années 30 regrettée, Vichy présenté de manière indulgente, sa responsabilité dans la déportation des Juifs de France éclipsée, partis de gauche accusés d'avoir permis l'arrivée au pouvoir des nazis, chambres à gaz et bombardements des villes allemandes juxtaposés : telle est la manière d'aborder l'“Histoire d'une façon nouvelle” dans Apocalypse. » Article auquel l'historien François Delpla répond en le qualifiant de « médiocre », analysant, contestant les objections de l'auteur et concluant « [...] je dirai que ce commentaire politicien (ne reproche-t-il pas avant tout aux auteurs de faire une histoire de droite ?) n'est pas de gauche, ni progressiste, mais simplement faux. »
L'historien Lionel Richard regrette de son côté qu'« aucun historien, en qualité de conseiller ou consultant, ne figure à son générique » et, constatant que « les recherches universitaires sont à la fois plus sûres et plus avancées que les données apportées par l'ensemble [des] épisodes [du documentaire] », estime qu'il existe dans cette série « trop d'entorses aux faits [...] d'insinuations non justifiées, d'omissions, pour qu'on puisse admirer sans réserve la somme d'informations qu'elle véhicule ».
Les historiens suisses Gianni Haver et Charles Heimberg ajoutent quant à eux que « si la coloration des images n'est pas un problème « en soi », elle n'en traduit pas moins de manière plus évidente un processus d'aplatissement des sources. Ainsi, les images de films amateurs, de fictions, de propagande ou d'une ciné-mitrailleuse installée sur un chasseur sont découpées, mélangées et broyées par la machinerie d'Apocalypse sans aucune considération de leur origine et de leur fonction. Dans ce recyclage foisonnant, la coloration fournit le vernis final destiné à lisser le tout en transformant un ensemble hétéroclite pour lui donner l'apparence d'une conformité stylistique et visuelle. »